# Kellogg School of Management
Kellogg School of Management jest jedną z wiodących szkół biznesu w USA. Szkoła należy do uniwersytetu Northwestern i jest położona w Evanston oraz w Chicago w stanie Illinois. Kellogg oferuje studia MBA dzienne, part-time oraz tzw. executive. Szkoła jest partnerem szkół z Chin, Hiszpanii, Hongkongu, Indii, Izraela,  Kanady, Niemiec, Tajlandii i Wielkiej Brytanii. Przyznaje tytuły M.B.A oraz Ph.D.
Kellogg School of Management jest uważana za jedną z najlepszych szkół biznesu na świecie, co znajduje odzwierciedlenie w rankingach sporządzanych przez BusinessWeek, U.S. News & World Report, The Economist Intelligence Unit i innych. Uznawana za najlepszą uczelnię na świecie kształcącą w zakresie marketingu.